# Elfin
Elfin Sports Cars Pty. Ltd. – australijskie przedsiębiorstwo branży motoryzacyjnej zajmujące się produkcją samochodów sportowych i wyścigowych. 
Przedsiębiorstwo założone zostało w 1958 roku przez Garriego Coopera, a jego siedziba mieści się w Clayton, w stanie Wiktoria.